# Monocorycaeus robustus
Monocorycaeus robustus – gatunek widłonoga z rodziny Corycaeidae; jedyny przedstawiciel rodzaju Monocorycaeus. Gatunek ten opisał w 1891 roku pruski zoolog Wilhelm Giesbrecht, nadając mu nazwę Corycaeus robustus.